# 管理所 (北朝鮮)
管理所（かんりじょ、朝: 관리소、クヮンリソ）とは、朝鮮民主主義人民共和国の強制収容所の区分。

## 概要
政治犯を収容する最も厳しい強制収容所とされている。
最も厳しい「管理所」は2年-7年程度の有期刑の「革命化区域」と、終身刑の「完全統制区域」に分けられる。国家反逆罪（金一族への反逆行為など）を行った最重罪犯を収容する。稀に完全統制区域から革命化区域へと軽減移送されることがあるが、1日に僅かな飼料用トウモロコシと塩水程度の飲食物しか与えられないため、どちらに収容されても無事に出所できる確率は非常に低い。